# Potentilla hendersonii
Potentilla hendersonii là loài thực vật có hoa trong họ Hoa hồng. Loài này được (Howell) J.T. Howell miêu tả khoa học đầu tiên năm 1945.